# Fistic Mystic
Fistic Mystic est un dessin animé de la série Looney Tunes réalisé par Robert McKimson et sorti en 1969. il met en scène Merlin la souris magique et Second Banana.